# Alfonso Campanile
Alfonso Campanile (Caltanissetta, 16 novembre 1927 – Caltanissetta, 1998) è stato un poeta italiano.

## Biografia
Figlio di Francesco, federale fascista, si diplomò nel locale Liceo classico Ruggero Settimo. Fece studi giuridici senza mai laurearsi. Nel 1950 sposò Maria Amato, da cui ebbe tre figlie; lavorò presso la locale sede dell'Istituto nazionale per l'assicurazione contro le malattie (INAM). Fu consigliere comunale tra le file del Partito Comunista Italiano nel 1975.
Pubblicò le sue poesie sulla rivista Smeraldo, edita dalla casa editrice di Salvatore Sciascia. Fu amico di Leonardo Sciascia e di Luigi Monaco, che frequentavano come lui i locali della libreria Sciascia, luogo di riunione della intelligencija nissena. Fu anche noto per le sue traduzioni del monaco gesuita, filosofo e paleontologo francese Pierre Teilhard de Chardin.

## Opere

### Raccolte
- Ognuno è naufrago nel proprio cuore (romanzo), ed. Gastaldi, Milano 1953.
- I fantasmi defunti, ed. Guanda 1955.
- Il tempo dei vivi, ed. Intelisano 1957.
- Amore contro amore, ed. Sciascia 1961.
- L’ultimo quarto dell’antica luna, raccolta di liriche scritte tra il 1974 e il 1984 Ed. Sciascia 1985, nella collana Un coup de dés.
- Lettera Siciliana, ed. Sciascia, collana “Un coup de dés” 1992.
- Sicilia poesia dei mille anni, edita da Sciascia postuma nel 2001.
- Frammenti e Iscrizioni Selinuntine, 1995.

### Riviste
- Orsa Maggiore, 3 ottobre 1953 (Il Limite)
- Orsa Maggiore, 15 maggio 1953 (Alla maniera di Guido Gozzano)
- Orsa Maggiore, 25 luglio 1953 (Terra promessa)
- Galleria VII, nº 6 novembre-dicembre 1957 (Minatori morti; In memoria di Guido Cantelli; Alberi nella sera)
- Galleria IX, nº 1-2 gennaio-aprile 1959. (Augustu e Rigustu; Son fioriti campani e campanelli; Paese; Canzonetta autunnale)
- Galleria XXXVI, nº 1-2 gennaio-aprile 1986 (Mentre il giorno inquieto tenta i monti; Petitio principii; Lettera Siciliana)
- Minerva, piccoli testi di poesia, Il Vertice, Palermo 1989 (Pagine da Diario).
- Almanacco di Galleria I, nº2 maggio-agosto 1991 (Trinacria interiore; Mentre il giorno inquieto tenta i monti; Autunno a Comiso)
- Colapesce. Almanacco di scrittura mediterranea I, nº1 1995 (Frammenti e iscrizioni selinuntine: Propre ad portas; Frammento XV; Frammento XXII; Iscrizione III; Frammento XXXIII; Iscrizione XIV; Iscrizione XVI)